# Carpelimus fenderi
Carpelimus fenderi är en skalbaggsart som beskrevs av Hatch 1957. Carpelimus fenderi ingår i släktet Carpelimus och familjen kortvingar. Inga underarter finns listade i Catalogue of Life.